# Профатилова, Татьяна Викторовна
Татьяна Викторовна Профатилова (укр. Тетяна Вікторівна Профатілова, фр. Tetiana Viktorovna Profatilova; род. 22 апреля 2001 год, Донецкая область, Украина) — украинская, а впоследствии французская спортсменка, борец вольного стиля. Чемпионка Украины 2022, чемпионка Франции 2023. Мастер спорта Украины по вольной борьбе.

## Спортивная карьера
Татьяна начала свою карьеру в составе сборной Украины под руководством Григория Шепелева и Олега Никифорова в Донецком высшем училище олимпийского резерва. В июле 2017 года стала финалисткой первенства Европы среди кадетов, уступив в финале россиянке Марии Тюмерековой. В сентябре 2017 года добыла бронзовую медаль на первенстве мира среди кадетов в Греции. Годом позже она снова стала третьей на первенстве Европы в Северной Македонии. В 2019 году она стала победительницей первенства Украины среди юниоров в весе до 53 кг, что дало ей право выступить на первенстве мира и Европы. В 2022 году впервые стала чемпионкой Украины среди взрослых в весе до 50 кг. С 2023 года Татьяна начала представлять сборную Франции, выиграв чемпионат Франции в весе до 53 кг она отобралась на чемпионат мира в Сербии. Была участницей первенства мира до 23 лет в Албании.

## Спортивные достижения
Взрослый уровень
- Чемпионат Украины 2022 — ;
- Чемпионат Франции 2023 — ;

Юниорский уровень
- Первенство Украины 2019 — ;

Кадетский уровень
- Первенство Европы 2017 — ;
- Первенство мира 2017 — ;
- Первенство Европы 2018 — ;

## Личная информация
С 2023 года проживает и тренируется в г. Париж, Франция.